# Aroha Savage
Aroha Savage (Auckland, 11 marzo 1990) è una rugbista a 15 neozelandese, di ruolo terza linea centro, due volte campionessa del mondo con le Black Ferns.

## Biografia
Cresciuta ad Auckland, provincia con cui debuttò nel campionato provinciale femminile, debuttò nelle Black Fernsdurante l'incontro di Coppa del Mondo 2010 a Guildford contro l'Australia.
Si laureò campionessa mondiale e quattro anni dopo, una volta trasferitasi a Counties Manukau, fece parte della squadra alla Coppa del Mondo 2014, dove la Nuova Zelanda si classificò quinta.
Di nuovo presente nel 2017 in Irlanda vinse la sua seconda Coppa del Mondo personale.
Apprendista carpentiera, è legata sentimentalmente all'ex giocatrice ed ex compagna di squadra Rawinia Everitt, insieme alla quale allena una formazione a XV a Hong Kong.

## Palmarès
- Coppe del mondo: 1
Nuova Zelanda: 2010, 2017